# Decimus Caerellius Victor
Decimus Caerellius Victor war ein im 2. Jahrhundert n. Chr. lebender Angehöriger des römischen Ritterstandes (Eques).
Durch eine Inschrift auf einem Altar, der beim Kastell Vindolanda gefunden wurde und der in die zweite Hälfte des 2. Jhd. datiert wird, ist belegt, dass Victor Präfekt der Cohors II Nerviorum war, die zu diesem Zeitpunkt in der Provinz Britannia stationiert war. Er weihte den Altar der Gottheit Cocidius.